# Red de Acción por el Clima

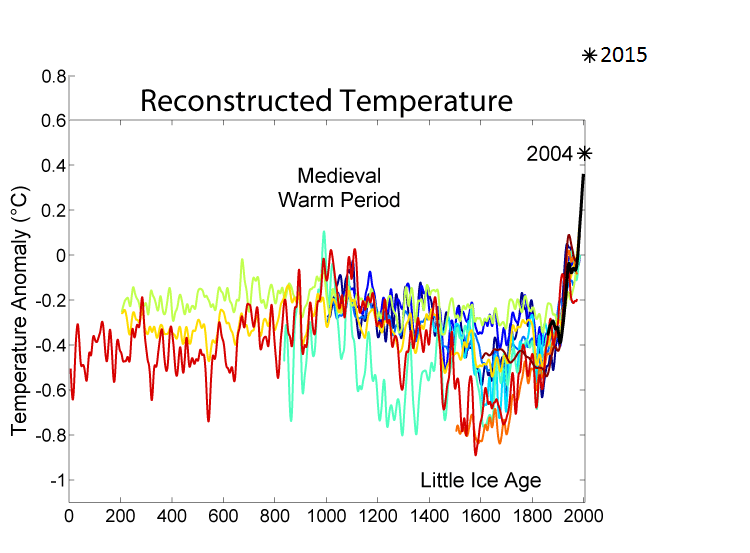
Anomalías en la temperatura media terrestre del año 0 al año 2000

La Red de Acción por el Clima–Internacional (Climate Action Network, conocida por sus siglas en inglés CAN y que también, aunque menos frecuentemente, se traduce al español como Red Internacional de Acción Climática, Red de Acción Climática Internacional,  Coalición de Acción por el Clima o, simplemente, Red de Acción Climática) es un grupo paraguas de organizaciones no gubernamentales (ONG) medioambientales  activas contra el calentamiento mundial. La CAN actúa especialmente en las reuniones de la Convención Marco de las Naciones Unidas sobre el Cambio Climático (UNFCCC por sus siglas en inglés), donde  publica una gaceta diaria "ECOs", que presenta las opiniones de las ONG medioambientales.
La Red de Acción por el Clima asocia a más de 1 200 organizaciones no gubernamentales en 120 países que trabajan para promover acciones estatales e individuales que limiten el cambio climático antropogénico a magnitudes ecológicamente sostenibles (menos de 2 °C de aumento de la temperatura media y, preferiblemente, menos de 1,5 °C).
Los miembros de la CAN trabajan para conseguir este objetivo a través de la coordinación del intercambio de información y de la estrategia de las ONG en temas climáticos internacionales, regionales y nacionales. La CAN tiene redes regionales formales que coordinan estos esfuerzos en África, Europa Central y Oriental, Europa, Latinoamérica, América del Norte, sur de Asia, sudeste asiático y Japón. También tiene miembros en China, el Océano Pacífico y  Oriente Medio.
La prioridad de los miembros de la CAN es, a la vez, desarrollo y un medio ambiente sano que «satisfaga las necesidades del presente sin comprometer la capacidad de generaciones futuras para satisfacer sus necesidades propias» (Comisión Brundtland). La visión de la Red de Acción por el Clima consiste en proteger la atmósfera a la vez que se permite un desarrollo sostenible y equitativo en todo el mundo.

## Índice de Actuación Climática
La CAN elabora un Índice de Actuación Climática (en inglés Climate Performance Index) con el que puntúa lo eficaces (o no) que están siendo los principales países emisores de gases de efecto invernadero en la reducción de estas emisiones. Los mejores en 2017 fueron Suecia, Lituania y Marruecos. Los peores, Corea del Sur, Irán y Arabia Saudita.